# North Hampton (Nuevo Hampshire)
North Hampton es un pueblo ubicado en el condado de Rockingham en el estado estadounidense de Nuevo Hampshire. En el Censo de 2010 tenía una población de 4.301 habitantes y una densidad poblacional de 115,23 personas por km².

## Geografía
North Hampton se encuentra ubicado en las coordenadas 42°58′42″N 70°49′48″O / 42.97833, -70.83000. Según la Oficina del Censo de los Estados Unidos, North Hampton tiene una superficie total de 37.32 km², de la cual 36.04 km² corresponden a tierra firme y (3.45%) 1.29 km² es agua.

## Demografía
Según el censo de 2010, había 4.301 personas residiendo en North Hampton. La densidad de población era de 115,23 hab./km². De los 4.301 habitantes, North Hampton estaba compuesto por el 97.07% blancos, el 0.44% eran afroamericanos, el 0.19% eran amerindios, el 1.28% eran asiáticos, el 0.02% eran isleños del Pacífico, el 0.12% eran de otras razas y el 0.88% pertenecían a dos o más razas. Del total de la población el 0.95% eran hispanos o latinos de cualquier raza.